# Amerikaanse auto in 1945
Dit artikel geeft een overzicht van alle Amerikaanse personenwagens geproduceerd in 1945 door een significante autoconstructeur. De auto's staan alfabetisch gerangschikt per merk. Hier staan enkel Amerikaanse merken, ongeacht of ze eigendom zijn van een niet-Amerikaans concern. Ook gaat het om constructeurs die algemeen bekend zijn met auto's die algemeen voor het publiek verkrijgbaar zijn. 
| Dodge |                  | concern:               | Chrysler Verenigde Staten |
| Dodge | divisie:         |                        |                           |
| Dodge | merk:            | Dodge Verenigde Staten |                           |
| Dodge | model:           | Power Wagon            |                           |
| Dodge | einde productie: | 1969                   |                           |
| Dodge | productieaantal: | 95.145                 |                           |

| Jeep |                  | concern:              | Willys-Overland Verenigde Staten |
| Jeep | divisie:         |                       |                                  |
| Jeep | merk:            | Jeep Verenigde Staten |                                  |
| Jeep | model:           | CJ -2A                |                                  |
| Jeep | einde productie: | 1949                  |                                  |
| Jeep | productieaantal: | 214.202               |                                  |